# بورلی (کنتاکی)
بورلی (به انگلیسی: Beverly) یک منطقهٔ مسکونی در ایالات متحده آمریکا است که در شهرستان بل، کنتاکی واقع شده‌است. بورلی ۱۵۸ نفر جمعیت دارد و ۳۸۸٫۹۳ متر بالاتر از سطح دریا واقع شده‌است.